# Filip Čihák
Filip Čihák, né le 10 juillet 1999 à Pilsen en Tchéquie, est un footballeur tchèque qui évolue au poste de défenseur central au FC Hradec Králové.

## Biographie

### En club
Né à Pilsen en Tchéquie, Filip Čihák est formé par le club local du FC Viktoria Plzeň. Il commence toutefois sa carrière au TJ Jiskra Domažlice (en), où il est prêté lors de la saison 2018-2019.
En juillet 2019, Filip Čihák rejoint le FK Pardubice sous la forme d'un prêt. Il découvre avec ce club la deuxième division tchèque, jouant son premier match dans cette compétition le 19 octobre 2019 face au FK Fotbal Třinec. Il entre en jeu à la place de Michal Hlavatý et son équipe s'impose par un but à zéro.
Le 8 février 2021 FK Pardubice, Čihák s'engage définitivement avec le FK Pardubice.
Le 20 février 2021, il inscrit son premier but pour le FK Pardubice, lors d'une rencontre de championnat face au FC Baník Ostrava. Titularisé, il marque de la tête et participe ainsi à la victoire de son équipe par trois buts à deux. Il s'agit de son premier but en première division. Ce match est marqué également par un choc entre Čihák et son propre gardien, Marek Boháč (en), qui l'oblige à sortir du terrain sur civière. Victime d'une commotion cérébrale, il reste un jour à l'hôpital est manque le match suivant.
Le 13 juin 2022, Filip Čihák fait son retour au Viktoria Plzeň. Il signe un contrat de trois ans, soit jusqu'en juin 2025.
Le 31 août 2022, Filip Čihák rejoint le FC Hradec Králové sous la forme d'un prêt de deux saisons.
Il marque ses deux premiers buts pour le club le 19 octobre 2022, face au FK Chlumec nad Cidlinou en coupe de Tchéquie. Titulaire, il contribue à la victoire de son équipe par quatre buts à zéro.
Le 13 juin 2024, Filip Čihák rejoint définitivement le FC Hradec Králové pour un contrat de trois ans, soit jusqu'en juin 2027.

### En sélection
Avec les moins de 20 ans, il joue un total de deux matchs en 2019.